# Cavia-achtigen
De cavia-achtigen (Caviidae) vormen een Zuid-Amerikaanse familie uit de orde der knaagdieren (Rodentia). Tot deze familie behoren onder andere de cavia's, maar ook de mara's (Dolichotinae), hoogpotige, op een haas of kleine antilope lijkende knaagdieren van de Argentijnse pampa's, en de capibara's (Hydrochoerinae), de grootste knaagdieren ter wereld.

## Kenmerken
Veel soorten hebben een grote kop met grote ogen en grote oren. De vacht is ruwharig en de dieren hebben geen staart. Er zijn geslachtsverschillen. Het zijn herbivoren. Cavia-achtigen zijn vroeg geslachtsrijp. Ze krijgen voor knaagdieren kleine worpen en hebben een lange draagtijd.
Cavia's kennen veel vijanden. Kleinere soorten vallen vooral ten prooi aan de grison en aan roofvogels. Ze komen vrij algemeen voor en kunnen veel schade aanrichten aan de landbouw. De tamme cavia (Cavia porcellus) wordt algemeen als huisdier gehouden.

## Verspreiding
Cavia-achtigen komen in een groot gedeelte van Zuid-Amerika voor, in graslanden en bosranden, tot 4000 meter hoogte in de Andes. Ze ontstonden in het Mioceen. Tijdens het Plioceen waren ze op hun hoogtepunt, en bestonden er zo'n 11 geslachten.

## Systematiek
Er zijn 24 soorten in zes geslachten en drie onderfamilies.
- Familie Caviidae (cavia-achtigen)
  - Onderfamilie Caviinae
    - Geslacht Cavia (cavia's)
      - Cavia aperea (Braziliaanse cavia)
      - Cavia fulgida (amazonecavia)
      - Cavia magna (moerascavia)
      - Cavia intermedia
      - Cavia patzelti
      - Cavia porcellus (huiscavia)
      - Cavia tschudii (tschudicavia)

    - Geslacht Galea
      - Galea comes
      - Galea flavidens
      - Galea leucoblephara
      - Galea musteloides (wezelcavia)
      - Galea spixii

    - Geslacht Microcavia
      - Microcavia australis (zuidelijke dwergcavia)
      - Microcavia jayat
      - Microcavia maenas
      - Microcavia niata
      - Microcavia shiptoni
      - Microcavia sorojchi

  - Onderfamilie Dolichotinae
    - Geslacht Dolichotis (mara's)
      - Dolichotis patagonum (mara, pampahaas of Patagonische haas)
      - Dolichotis salinicola (kleine mara)

  - Onderfamilie Hydrochoerinae
    - Geslacht Hydrochoerus
      - Hydrochoerus hydrochaeris (capibara of waterzwijn)
      - Hydrochoerus isthmius (kleine capibara)

    - Geslacht Kerodon
      - Kerodon acrobata
      - Kerodon rupestris (rotsmoko)

    - Geslacht Neochoerus †